# Mirnel Sadović
Mirnel Sadović (* 25. Mai 1984 in Sarajevo, SFR Jugoslawien) ist ein Fußballspieler bosnisch-herzegowinischer Herkunft.

## Karriere

### Jugend und Amateurfußball
Sadović begann seine aktive Karriere als Fußballspieler im 21. Wiener Gemeindebezirk Floridsdorf beim dort ansässigen Floridsdorfer AC. Später wechselte er in die Südstadt, wo er in den Jugendmannschaften des FC Admira Wacker Mödling aktiv war. Seine letzte Jugendstation war der FK Austria Wien, bei dem er bis 2002 auch in der Amateurmannschaft, die ihren Spielbetrieb in der drittklassigen Regionalliga Ost hatte, zu einigen Einsätzen kam.

### Vereinskarriere
Im Jahre 2002 wechselte er nach Deutschland in die 2. Bundesliga zu Arminia Bielefeld, wo er in der Saison 2003/04 zu zwei Kurzeinsätzen kam. Sein Profidebüt gab Sadović, als er 3. August 2003 bei der 3:1-Heimniederlage gegen Rot-Weiß Oberhausen in der 77. Spielminute für Patrick Owomoyela eingewechselt wurde. 2004 wechselte er für eine halbe Saison in seine Heimat zum FK Sarajevo. Beim Verein aus der bosnisch-herzegowinischen Hauptstadt kam er vermehrt zu Einsätzen und gewann mit der Mannschaft den Kup Bosne i Hercegovine der Saison 2004/05.
Anfang des Jahres 2005 wechselte Sadović nach Österreich zum SC Untersiebenbrunn in die zweitklassige Erste Liga. Für den Verein aus der kleinen niederösterreichischen Gemeinde Untersiebenbrunn kam er in der Saison 2004/05 zu drei Einsätzen. Als der Verein am Ende der Saison auf dem achten Tabellenplatz rangierte, folgte bald das wirtschaftliche Aus des Vereines. Nach der Lizenzverweigerung für die nächste Saison durch die Bundesliga und des angekündigten Zurücksetzens des Klubs in die drittklassige Regionalliga Ost wurde der Verein schließlich aufgelöst. Sadović sah sich gezwungen einen anderen Klub zu suchen, den er mit dem SC Austria Lustenau auch fand. Von Juli 2005 bis Jänner 2006 stand er im Kader des Vorarlberger Vereins, der seinen Spielbetrieb ebenfalls in der zweitklassigen Ersten Liga hatte.
Anfang 2006 transferierte der damals 21-jährige Sadović in die fünftgrößte niederösterreichische Stadt Krems zum dort spielenden Kremser SC. Am Ende der Saison stieg er mit dem Verein aus der Regionalliga Ost in die viertklassige Niederösterreichische Landesliga ab. Zur Sommerpause vor der Saison 2006/07 folgte ein erneuter Wechsel von Sadović. Diesmal ging es zurück in die Regionalliga Ost zu den Amateuren des FC Admira Wacker Mödling, für die er bis zu seinem Abgang Anfang des Jahres 2007 zu 13 Meisterschaftseinsätzen kam und dabei drei Tore erzielte.
2007 wechselte er ligaintern zum SKN St. Pölten. In den ersten beiden Runden der Saison 2007/08 noch torlos, begann ab der dritten Runde Sadović’ Torfestival. Nach insgesamt 30 absolvierten Meisterschaftspartien kam Sadović auf eine Bilanz von 19 erzielten Treffern. Gute Leistungen zeigte er auch in der 26. Runde dieser Saison im Spiel gegen den SC Neusiedl am See, als er in der 76. Spielminute eingewechselt wurde und mit den Toren in der 87. sowie 97. Minute noch einen Doppelpack erzielte. Mit seinen insgesamt 19 erzielten Toren wurde Sadović Torschützenkönig der Regionalliga Ost und war damit einer der Hauptverantwortlichen für den Aufstieg der Sankt Pöltner in die zweitklassige Erste Liga.
In der Saison 2008/09 stand er in 18 Partien für den Verein aus der niederösterreichischen Landeshauptstadt und erzielte dabei elf Treffer. Noch unter der Saison wechselte er nach insgesamt 61 Meisterschaftseinsätzen und einer Torbilanz von 39 Treffern für den SKN St. Pölten für eine Ablösesumme von 30.000 Euro innerhalb der Ersten Liga zum SC Magna Wiener Neustadt. Zu seinem ersten Einsatz für den SC Magna kam Sadović am 13. März 2009 beim 2:0-Auswärtssieg über die Red Bull Juniors, in dem er auch gleich seinen ersten Treffer für die Wiener Neustädter erzielte. Nach zehn Spielen sowie vier Toren wurde Sadović mit der Mannschaft Meister in der Ersten Liga und sicherte sich somit den Aufstieg in die österreichische Fußball-Bundesliga.

## International
Mit zehn Einsätzen für die bosnisch-herzegowinische U-21-Nationalmannschaft sammelte Sadović international schon einige Erfahrungen.

## Titel und Erfolge
- 1× Bosnisch-herzegowinischer Pokalsieger: 2004/05
- 1× Torschützenkönig der Regionalliga Ost (19 Tore): 2007/08
- 1× Meister in der Regionalliga Ost: 2007/08 (Aufstieg in die Erste Liga)
- 1× Meister in der Ersten Liga: 2008/09 (Aufstieg in die Bundesliga)